# Rimini Calcio 1948-1949
Questa voce raccoglie le informazioni riguardanti il Rimini Calcio nelle competizioni ufficiali della stagione 1948-1949.

## Rosa
| N. |                   | Ruolo | Calciatore           |
| -- | ----------------- | ----- | -------------------- |
|    | Italia (bandiera) | A     | Valerio Ampollini    |
|    | Italia (bandiera) | A     | Eustergio Ballardini |
|    | Italia (bandiera) | D     | Pietro Bettoli       |
|    | Italia (bandiera) | A     | Marcello Bonaccorsi  |
|    | Italia (bandiera) | C     | Giorgio Bordini      |
|    | Italia (bandiera) | D     | Loris Borsari        |
|    | Italia (bandiera) | C     | Ferruccio Brando     |
|    | Italia (bandiera) | C     | Cesare Brunetti      |
|    | Italia (bandiera) | A     | Bufattini            |
|    | Italia (bandiera) | A     | Cecchi               |

| N. |                   | Ruolo | Calciatore                   |
| -- | ----------------- | ----- | ---------------------------- |
|    | Italia (bandiera) | P     | D. Del Duca                  |
|    | Italia (bandiera) | D     | A. Faccioli                  |
|    | Italia (bandiera) | A     | L. Fichera                   |
|    | Italia (bandiera) | P     | Giorgio Ghezzi               |
|    | Italia (bandiera) | C     | G. Macrelli                  |
|    | Italia (bandiera) | D     | Ilario Mantovani             |
|    | Italia (bandiera) | D     | Giuseppe Azelio Piancastelli |
|    | Italia (bandiera) | A     | Raoul Ravaglia               |
|    | Italia (bandiera) | A     | Silvio Tramontana            |
|    | Italia (bandiera) | D     | A. Venturi                   |